# Pena Blanca (Nouveau-Mexique)
Pour les articles homonymes, voir Pena Blanca.
Peña Blanca ou Pena Blanca est une census-designated place du comté de Sandoval au Nouveau-Mexique aux États-Unis.

## Histoire
Le nom, sans le tilde, signifie « plaine blanche » et avec le tilde, en espagnol, « rocher blanc ».
Louis Simonin en visite les placers aurifères en 1859.

## Personnalité
- Joseph Montoya, homme politique, y est né en 1915.